# Mantra di Namgyalma
Om Bhrum swaha è il mantra di tib: Namgyalma, sanscr: Ușnīșavijayā. Yidam di Lunga Vita insieme ad Amitāyus e Tārā Bianca. Viene recitato nel Buddismo tibetano.

## Descrizione di Namgyalma
Seduta nella posizione padmasana, sans., e di carnagione bianca è presumibilmente una delle reincarnazioni di Tara Bianca. È considerata la conservatrice della sapienza del Buddha grazie alla protuberanza, ușnīșa,  sulla testa e per traslazione è definita la "madre di tutti i Buddha". ha tre teste con il terzo occhio ben visibile sulla fronte e otto braccia. Le mani reggono alcuni oggetti sacri compiendo gesti rituali: 

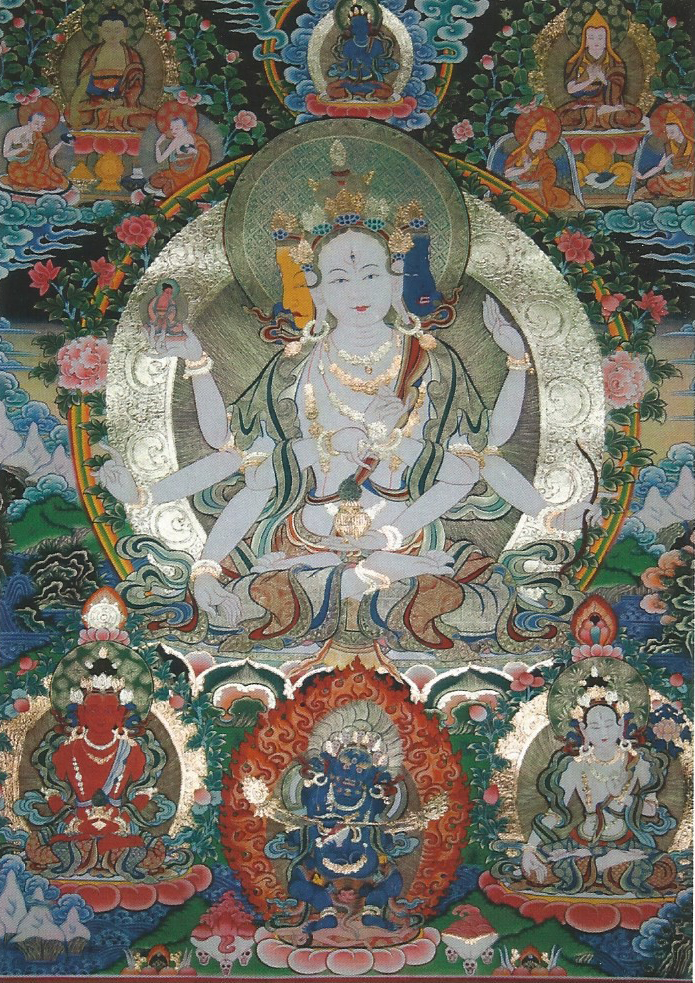
Ushnisha Vijaya o Namgyalma. In alto a sinistra Buddha, in alto a destra Lama Tsongkhapa.

| Posizione                      | Oggetti                     | Significato |
| ------------------------------ | --------------------------- | --- |
| Prima mano destra dall'alto    | Piccola statua del Buddha   | Collegamento con il Buddha La piccola statua nella mano destra è allusivo al nome Ușnīșavijayā: "madre di tutti i Buddha"                                                  |
| Seconda mano destra centrale   | Doppio vajra                | Presenza dell'Assoluto in tutto il mondo Il viśvavajra o doppio vajra allude alla interconnessione tra macro e microcosmo e all'indistruttibilità dell'essenza primordiale |
| Terza mano destra centrale     | Freccia                     | Determinazione e forza di volontà |
| Quarta mano destra in basso    | Mano verso il basso         | Gesto di garanzia dell'esaudimento dei desideri Il varamudrā significa la disponibilità della divinità ad esaudire le richieste dei fedeli                                 |
| Prima mano sinistra dall'alto  | Mano verso l'alto           | Gesto di incoraggiamento L'abhayamudrā incoraggia il fedele ad avvicinarsi al Dharma                                                                                       |
| Seconda mano sinistra centrale | Laccio                      | Serve a legare i demoni e ad avvicinare le persone al Dharma Per il laccio o pāśa il significato è duplice: legare i demoni e agganciare i deboli di fede                  |
| Terza mano sinistra centrale   | Arco                        | Capacità di cogliere nel segno l'intelligenza L'arco retto con il gesto di esorcizzazione o karaṇamudrā impediscono agli spiriti maligni di avvicinarsi                    |
| Quarta mano sinistra in basso  | Vasetto con pietre preziose | Abbondanza di nettare o gioielli |

## Il mantra
Il mantra di Namgyalma è una potente pratica di purificazione mentale. Se viene scritto su stoffa o carta e messo sulla cima di una montagna o sul tetto di una casa, dove può essere mosso dal vento, chiunque sia toccato dalla stessa corrente d' aria riceve una miriade di fortissime benedizioni, e il suo karma viene purificato. Girare intorno a uno stupa che contiene il mantra purifica tutto il karma delle rinascite negli inferni caldi.
Nei riti funebri del Buddismo tibetano, Om Bhrum swaha viene usato a beneficio del defunto: lo si recita ventuno volte per benedire acqua, semi di sesamo o tipi di profumo come la polvere di talco, su cui poi si soffia per poi procedere allo spargimento della stessa sostanza sul corpo del morto.

### Mantra lungo

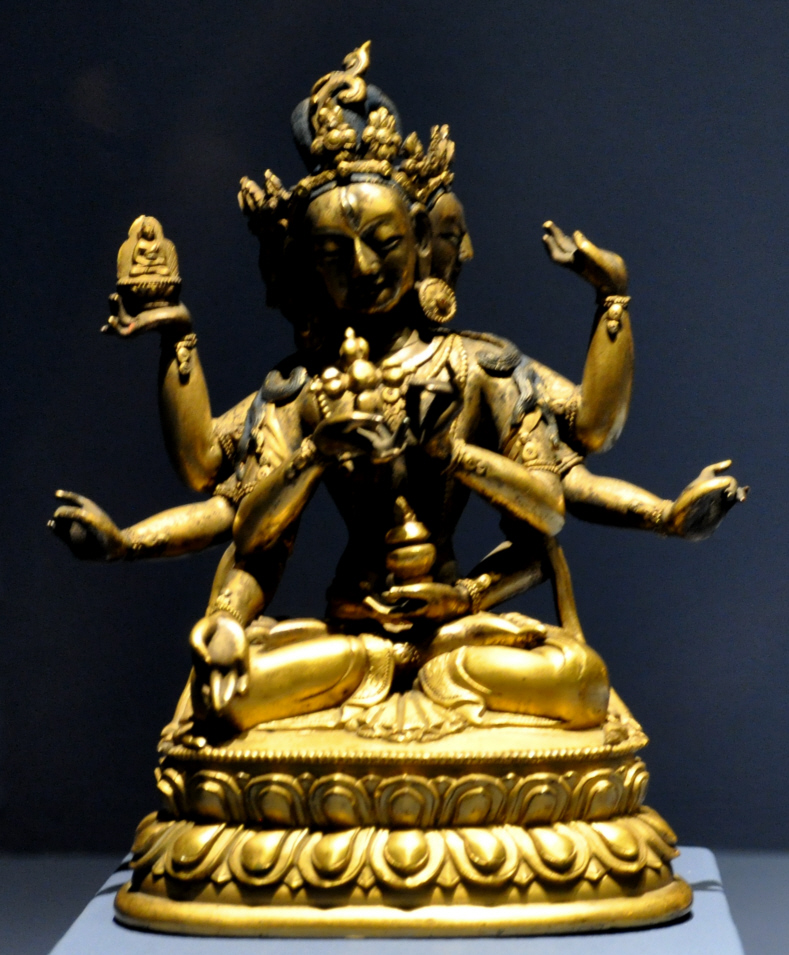
Namgyalma o Ushnisha Vijaya

### Mantra corto
OM BHRUM SVAHA / OM AMRITA AYUR DA DE SVAHA